# Rekordy mistrzostw świata w pływaniu
Poniżej znajduje się lista rekordów ustanowionych na:
- zawodach pływackich rozgrywanych na mistrzostwach świata na basenie 50-metrowym (olimpijskim)
- mistrzostwach świata na krótkim basenie, gdzie pływanie jest jedyną dyscypliną. Te zawody odbywają się na basenie 25-metrowym.

## Basen 50-metrowy

### Mężczyźni
| Konkurencja               | Czas     | Zawodnik                                                                                      | Państwo           | Mistrzostwa    | Data            | Uwagi | Źródła |
| ------------------------- | -------- | --------------------------------------------------------------------------------------------- | ----------------- | -------------- | --------------- | ----- | ------ |
| 50 m stylem dowolnym      | 21,04    | Caeleb Dressel                                                                                | Stany Zjednoczone | Gwangju 2019   | 27 lipca 2019   |       | [ 1 ]  |
| 100 m stylem dowolnym     | 46,91    | César Cielo Filho                                                                             | Brazylia          | Rzym 2009      | 30 lipca 2009   |       | [ 2 ]  |
| 200 m stylem dowolnym     | 1:42,00  | Paul Biedermann                                                                               | Niemcy            | Rzym 2009      | 28 lipca 2009   | WR    | [ 3 ]  |
| 400 m stylem dowolnym     | 3:40,07  | Paul Biedermann                                                                               | Niemcy            | Rzym 2009      | 26 lipca 2009   | WR    | [ 4 ]  |
| 800 m stylem dowolnym     | 7:32,12  | Zhang Lin                                                                                     | Chiny             | Rzym 2009      | 29 lipca 2009   | WR    | [ 5 ]  |
| 1500 m stylem dowolnym    | 14:31,54 | Ahmed Hafnaoui                                                                                | Tunezja           | Fukuoka 2023   | 30 lipca 2023   | AF    | [ 6 ]  |
| 50 m stylem grzbietowym   | 24,04    | Liam Tancock                                                                                  | Wielka Brytania   | Rzym 2009      | 2 sierpnia 2009 |       | [ 7 ]  |
| 100 m stylem grzbietowym  | 51,60    | Thomas Ceccon                                                                                 | Włochy            | Budapeszt 2022 | 20 czerwca 2022 | WR    | [ 8 ]  |
| 200 m stylem grzbietowym  | 1:51,92  | Aaron Peirsol                                                                                 | Stany Zjednoczone | Rzym 2009      | 31 lipca 2009   | WR    | [ 9 ]  |
| 50 m stylem klasycznym    | 25,95    | Adam Peaty                                                                                    | Wielka Brytania   | Budapeszt 2017 | 25 lipca 2017   | , pf  | [ 10 ] |
| 100 m stylem klasycznym   | 56,88    | Adam Peaty                                                                                    | Wielka Brytania   | Gwangju 2019   | 21 lipca 2019   | , pf  | [ 11 ] |
| 200 m stylem klasycznym   | 2:05,48  | Qin Haiyang                                                                                   | Chiny             | Fukuoka 2023   | 28 lipca 2023   | WR    | [ 12 ] |
| 50 m stylem motylkowym    | 22,35    | Caeleb Dressel                                                                                | Stany Zjednoczone | Gwangju 2019   | 22 lipca 2019   | AM    | [ 13 ] |
| 100 m stylem motylkowym   | 49,50    | Caeleb Dressel                                                                                | Stany Zjednoczone | Gwangju 2019   | 26 lipca 2019   | , pf  | [ 14 ] |
| 200 m stylem motylkowym   | 1:50,34  | Kristóf Milák                                                                                 | Węgry             | Budapeszt 2022 | 21 czerwca 2022 | WR    | [ 15 ] |
| 200 m stylem zmiennym     | 1:54,00  | Ryan Lochte                                                                                   | Stany Zjednoczone | Szanghaj 2011  | 28 lipca 2011   | WR    | [ 16 ] |
| 400 m stylem zmiennym     | 4:02,50  | Léon Marchand                                                                                 | Francja           | Fukuoka 2023   | 23 lipca 2023   | WR    | [ 17 ] |
| 4 × 100 m stylem dowolnym | 3:09,06  | Caeleb Dressel (47,63) Blake Pieroni (47,49) Zach Apple (46,86) Nathan Adrian (47,08)         | Stany Zjednoczone | Gwangju 2019   | 21 lipca 2019   |       | [ 18 ] |
| 4 × 200 m stylem dowolnym | 6:58,55  | Michael Phelps (1:44,49) Ricky Berens (1:44,13) David Walters (1:45,47) Ryan Lochte (1:44,46) | Stany Zjednoczone | Rzym 2009      | 31 lipca 2009   | WR    | [ 19 ] |
| 4 × 100 m stylem zmiennym | 3:27,20  | Ryan Murphy (52,04) Nic Fink (58,03) Dare Rose (50,13) Jack Alexy (47,00)                     | Stany Zjednoczone | Fukuoka 2023   | 30 lipca 2023   |       | [ 20 ] |

Legenda: WR – rekord świata; AF – rekord Afryki; AM – rekord Ameryk; AS – rekord Azji; ER – rekord Europy; OC – rekord Australii i Oceanii; SA – rekord Ameryki Południowej

Pozostałe oznaczenia: e – rekord ustanowiony w eliminacjach, pf – rekord ustanowiony w półfinałach, sz – rekord ustanowiony na pierwszej zmianie sztafety

### Kobiety
| Konkurencja               | Czas     | Zawodnik                                                                                                | Państwo           | Mistrzostwa    | Data            | Uwagi | Źródła |
| ------------------------- | -------- | --- | ----------------- | -------------- | --------------- | ----- | ------ |
| 50 m stylem dowolnym      | 23,61    | Sarah Sjöström                                                                                          | Szwecja           | Fukuoka 2023   | 29 lipca 2023   | , pf  | [ 21 ] |
| 100 m stylem dowolnym     | 51,71    | Sarah Sjöström                                                                                          | Szwecja           | Budapeszt 2017 | 23 lipca 2017   | , sz  | [ 22 ] |
| 200 m stylem dowolnym     | 1:52,85  | Mollie O’Callaghan                                                                                      | Australia         | Fukuoka 2023   | 26 lipca 2023   | WR    | [ 23 ] |
| 400 m stylem dowolnym     | 3:55,38  | Ariarne Titmus                                                                                          | Australia         | Fukuoka 2023   | 23 lipca 2023   | WR    | [ 24 ] |
| 800 m stylem dowolnym     | 8:07,39  | Katie Ledecky                                                                                           | Stany Zjednoczone | Kazań 2015     | 8 sierpnia 2015 |       | [ 25 ] |
| 1500 m stylem dowolnym    | 15:25,48 | Katie Ledecky                                                                                           | Stany Zjednoczone | Kazań 2015     | 4 sierpnia 2015 |       | [ 26 ] |
| 50 m stylem grzbietowym   | 27,06    | Zhao Jing                                                                                               | Chiny             | Rzym 2009      | 30 lipca 2009   |       | [ 27 ] |
| 100 m stylem grzbietowym  | 57,53    | Kaylee McKeown                                                                                          | Australia         | Fukuoka 2023   | 25 lipca 2023   |       | [ 28 ] |
| 200 m stylem grzbietowym  | 2:03,35  | Regan Smith                                                                                             | Stany Zjednoczone | Gwangju 2019   | 26 lipca 2019   | pf    | [ 29 ] |
| 50 m stylem klasycznym    | 29,16    | Rūta Meilutytė                                                                                          | Litwa             | Fukuoka 2023   | 30 lipca 2023   | WR    | [ 30 ] |
| 100 m stylem klasycznym   | 1:04,13  | Lilly King                                                                                              | Stany Zjednoczone | Budapeszt 2017 | 25 lipca 2017   | WR    | [ 31 ] |
| 200 m stylem klasycznym   | 2:19,11  | Rikke Møller Pedersen                                                                                   | Dania             | Barcelona 2013 | 1 sierpnia 2013 | pf    | [ 32 ] |
| 50 m stylem motylkowym    | 24,60    | Sarah Sjöström                                                                                          | Szwecja           | Budapeszt 2017 | 29 lipca 2017   |       | [ 33 ] |
| 100 m stylem motylkowym   | 55,53    | Sarah Sjöström                                                                                          | Szwecja           | Budapeszt 2017 | 24 lipca 2017   |       | [ 34 ] |
| 200 m stylem motylkowym   | 2:03,41  | Jessicah Schipper                                                                                       | Australia         | Rzym 2009      | 30 lipca 2009   | OC    | [ 35 ] |
| 200 m stylem zmiennym     | 2:06,12  | Katinka Hosszú                                                                                          | Węgry             | Kazań 2015     | 3 sierpnia 2015 | WR    | [ 36 ] |
| 400 m stylem zmiennym     | 4:27,11  | Summer McIntosh                                                                                         | Kanada            | Fukuoka 2023   | 30 lipca 2023   |       | [ 37 ] |
| 4 × 100 m stylem dowolnym | 3:27,96  | Mollie O’Callaghan (52,08) Shayna Jack (51,69) Meg Harris (52,29) Emma McKeon (51,90)                   | Australia         | Fukuoka 2023   | 23 lipca 2023   | WR    | [ 38 ] |
| 4 × 200 m stylem dowolnym | 7:37,50  | Mollie O’Callaghan (1:53,66) Shayna Jack (1:55,63) Brianna Throssell (1:55,80) Ariarne Titmus (1:52,41) | Australia         | Fukuoka 2023   | 27 lipca 2023   | WR    | [ 39 ] |
| 4 × 100 m stylem zmiennym | 3:51,55  | Regan Smith (57,57) Lilly King (1:04,81) Kelsi Dahlia (56,16) Simone Manuel (51,86)                     | Stany Zjednoczone | Gwangju 2019   | 28 lipca 2019   | WR    | [ 40 ] |

Legenda: WR – rekord świata; AF – rekord Afryki; AM – rekord Ameryk; AS – rekord Azji; ER – rekord Europy; OC – rekord Australii i Oceanii; SA – rekord Ameryki Południowej

Pozostałe oznaczenia: e – rekord ustanowiony w eliminacjach, pf – rekord ustanowiony w półfinałach, sz – rekord ustanowiony na pierwszej zmianie sztafety

### Sztafety mieszane
| Konkurencja               | Czas    | Zawodnik                                                                                     | Państwo           | Mistrzostwa    | Data          | Uwagi | Źródła |
| ------------------------- | ------- | -------------------------------------------------------------------------------------------- | ----------------- | -------------- | ------------- | ----- | ------ |
| 4 × 100 m stylem dowolnym | 3:18,83 | Jack Cartwright (48,14) Kyle Chalmers (47,25) Shayna Jack (51,73) Mollie O’Callaghan (51,71) | Stany Zjednoczone | Fukuoka 2023   | 29 lipca 2023 | WR    | [ 41 ] |
| 4 × 100 m stylem zmiennym | 3:38,56 | Matt Grevers (52,32) Lilly King (1:04,15) Caeleb Dressel (49,92) Simone Manuel (52,17)       | Stany Zjednoczone | Budapeszt 2017 | 26 lipca 2017 |       | [ 42 ] |

## Basen 25-metrowy

### Mężczyźni
| Konkurencja               | Czas     | Zawodnik                                                                                                 | Państwo                     | Mistrzostwa   | Data            | Uwagi | Źródła |
| ------------------------- | -------- | --- | --------------------------- | ------------- | --------------- | ----- | ------ |
| 50 m stylem dowolnym      | 20,26    | Florent Manaudou                                                                                         | Francja                     | Doha 2014     | 5 grudnia 2014  | ER    | [ 43 ] |
| 100 m stylem dowolnym     | 45,51    | Władimir Morozow                                                                                         | Rosja                       | Doha 2014     | 3 grudnia 2014  | sz    | [ 44 ] |
| 200 m stylem dowolnym     | 1:40,95  | Danas Rapšys                                                                                             | Litwa                       | Hangzhou 2018 | 14 grudnia 2018 | e, sz | [ 45 ] |
| 400 m stylem dowolnym     | 3:34,01  | Danas Rapšys                                                                                             | Litwa                       | Hangzhou 2018 | 11 grudnia 2018 |       | [ 46 ] |
| 1500 m stylem dowolnym    | 14:09,14 | Mychajło Romanczuk                                                                                       | Ukraina                     | Hangzhou 2018 | 16 grudnia 2018 |       | [ 47 ] |
| 50 m stylem grzbietowym   | 22,22    | Florent Manaudou                                                                                         | Francja                     | Doha 2014     | 6 grudnia 2014  | WR    | [ 48 ] |
| 100 m stylem grzbietowym  | 48,95    | Stanisław Doniec                                                                                         | Rosja                       | Dubaj 2010    | 19 grudnia 2010 | sz    | [ 49 ] |
| 200 m stylem grzbietowym  | 1:46,68  | Ryan Lochte                                                                                              | Stany Zjednoczone           | Dubaj 2010    | 19 grudnia 2010 | AM    | [ 50 ] |
| 50 m stylem klasycznym    | 25,41    | Cameron van der Burgh                                                                                    | Południowa Afryka           | Hangzhou 2018 | 16 grudnia 2018 |       | [ 51 ] |
| 100 m stylem klasycznym   | 55,70    | Ilja Szymanowicz                                                                                         | Białoruś                    | Abu Zabi 2021 | 17 grudnia 2021 |       | [ 52 ] |
| 200 m stylem klasycznym   | 2:00,16  | Kiriłł Prigoda                                                                                           | Rosja                       | Hangzhou 2018 | 13 grudnia 2018 | WR    | [ 53 ] |
| 50 m stylem motylkowym    | 21,81    | Nicholas Santos                                                                                          | Brazylia                    | Hangzhou 2018 | 15 grudnia 2018 |       | [ 54 ] |
| 100 m stylem motylkowym   | 48,08    | Chad le Clos                                                                                             | Południowa Afryka           | Windsor 2016  | 8 grudnia 2016  | WR    | [ 55 ] |
| 200 m stylem motylkowym   | 1:48,24  | Daiya Seto                                                                                               | Japonia                     | Hangzhou 2018 | 11 grudnia 2018 | WR    | [ 56 ] |
| 100 m stylem zmiennym     | 50,63    | Klimient Kolesnikow                                                                                      | Rosja                       | Hangzhou 2018 | 14 grudnia 2018 |       | [ 57 ] |
| 200 m stylem zmiennym     | 1:49,63  | Ryan Lochte                                                                                              | Stany Zjednoczone           | Stambuł 2012  | 14 grudnia 2012 | WR    | [ 58 ] |
| 400 m stylem zmiennym     | 3:55,50  | Ryan Lochte                                                                                              | Stany Zjednoczone           | Dubaj 2010    | 16 grudnia 2010 | AM    | [ 59 ] |
| 4 × 50 m stylem dowolnym  | 1:21,80  | Caeleb Dressel (20,43) Ryan Held (20,25) Jack Conger (20,59) Michael Chadwick (20,53)                    | Stany Zjednoczone           | Hangzhou 2018 | 14 grudnia 2018 | WR    | [ 60 ] |
| 4 × 100 m stylem dowolnym | 3:03,03  | Caeleb Dressel (45,66) Blake Pieroni (45,75) Michael Chadwick (45,86) Ryan Held (45,76)                  | Stany Zjednoczone           | Hangzhou 2018 | 11 grudnia 2018 | WR    | [ 61 ] |
| 4 × 200 m stylem dowolnym | 6:46,81  | Luiz Melo (1:42,03) Fernando Scheffer (1:40,99) Leonardo Coelho Santos (1:42,81) Breno Correia (1:40,98) | Brazylia                    | Hangzhou 2018 | 14 grudnia 2018 | WR    | [ 62 ] |
| 4 × 50 m stylem zmiennym  | 1:30,51  | Guilherme Guido (23,42) Felipe França Silva (25,33) Nicholas Santos (21,68) César Cielo (20,08)          | Brazylia                    | Doha 2014     | 4 grudnia 2014  | AM    | [ 63 ] |
| 4 × 50 m stylem zmiennym  | 1:30,51  | Klimient Kolesnikow (22,76) Kiriłł Strelnikow (25,62) Andriej Minakow (21,76) Władimir Morozow (20,37)   | Rosyjska Federacja Pływacka | Abu Zabi 2021 | 20 grudnia 2021 |       | [ 64 ] |
| 4 × 50 m stylem zmiennym  | 1:30,51  | Shaine Casas (23,11) Nic Fink (25,13) Tom Shields (21,75) Ryan Held (20,52)                              | Stany Zjednoczone           | Abu Zabi 2021 | 20 grudnia 2021 | =     | [ 64 ] |
| 4 × 100 m stylem zmiennym | 3:19,76  | Lorenzo Mora (49,63) Nicolò Martinenghi (55,94) Matteo Rivolta (48,43) Alessandro Miressi (46,05)        | Włochy                      | Abu Zabi 2021 | 21 grudnia 2021 |       | [ 65 ] |

Legenda: WR – rekord świata; AF – rekord Afryki; AM – rekord Ameryk; AS – rekord Azji; ER – rekord Europy; OC – rekord Australii i Oceanii; SA – rekord Ameryki Południowej

Pozostałe oznaczenia: e – rekord ustanowiony w eliminacjach, pf – rekord ustanowiony w półfinałach, sz – rekord ustanowiony na pierwszej zmianie sztafety

### Kobiety
| Konkurencja               | Czas    | Zawodnik | Państwo           | Mistrzostwa   | Data            | Uwagi | Źródła |
| ------------------------- | ------- | --- | ----------------- | ------------- | --------------- | ----- | ------ |
| 50 m stylem dowolnym      | 23,08   | Sarah Sjöström                                                                                                | Szwecja           | Abu Zabi 2021 | 21 grudnia 2021 |       | [ 66 ] |
| 100 m stylem dowolnym     | 50,98   | Siobhan Haughey                                                                                               | Hongkong          | Abu Zabi 2021 | 18 grudnia 2021 |       | [ 67 ] |
| 200 m stylem dowolnym     | 1:50,31 | Siobhan Haughey                                                                                               | Hongkong          | Abu Zabi 2021 | 16 grudnia 2021 | WR    | [ 68 ] |
| 400 m stylem dowolnym     | 3:53,92 | Ariarne Titmus                                                                                                | Australia         | Hangzhou 2018 | 14 grudnia 2018 | WR    | [ 69 ] |
| 800 m stylem dowolnym     | 8:02,90 | Li Bingjie | Chiny             | Abu Zabi 2021 | 18 grudnia 2021 |       | [ 70 ] |
| 50 m stylem grzbietowym   | 25,27   | Margaret MacNeil                                                                                              | Kanada            | Abu Zabi 2021 | 20 grudnia 2021 | WR    | [ 71 ] |
| 100 m stylem grzbietowym  | 55,03   | Katinka Hosszú                                                                                                | Węgry             | Doha 2014     | 4 grudnia 2014  | WR    | [ 72 ] |
| 200 m stylem grzbietowym  | 1:59,23 | Katinka Hosszú                                                                                                | Węgry             | Doha 2014     | 5 grudnia 2014  | WR    | [ 73 ] |
| 50 m stylem klasycznym    | 28,81   | Rūta Meilutytė                                                                                                | Litwa             | Doha 2014     | 3 grudnia 2014  | , pf  | [ 74 ] |
| 100 m stylem klasycznym   | 1:02,36 | Alia Atkinson                                                                                                 | Jamajka           | Doha 2014     | 6 grudnia 2014  | =     | [ 75 ] |
| 200 m stylem klasycznym   | 2:16,08 | Rikke Møller Pedersen                                                                                         | Dania             | Stambuł 2012  | 16 grudnia 2012 |       | [ 76 ] |
| 50 m stylem motylkowym    | 24,44   | Ranomi Kromowidjojo                                                                                           | Holandia          | Abu Zabi 2021 | 19 grudnia 2021 |       | [ 77 ] |
| 100 m stylem motylkowym   | 54,61   | Sarah Sjöström                                                                                                | Szwecja           | Doha 2014     | 7 grudnia 2014  | WR    | [ 78 ] |
| 200 m stylem motylkowym   | 1:59,61 | Mireia Belmonte                                                                                               | Hiszpania         | Doha 2014     | 3 grudnia 2014  | WR    | [ 79 ] |
| 100 m stylem zmiennym     | 56,70   | Katinka Hosszú                                                                                                | Węgry             | Doha 2014     | 5 grudnia 2014  |       | [ 80 ] |
| 200 m stylem zmiennym     | 2:01,86 | Katinka Hosszú                                                                                                | Węgry             | Doha 2014     | 6 grudnia 2014  | WR    | [ 81 ] |
| 400 m stylem zmiennym     | 4:19,86 | Mireia Belmonte                                                                                               | Hiszpania         | Doha 2014     | 3 grudnia 2014  |       | [ 82 ] |
| 4 × 50 m stylem dowolnym  | 1:34,03 | Madison Kennedy (24,05) Mallory Comerford (23,28) Kelsi Dahlia (23,37) Erika Brown (23,33)                    | Stany Zjednoczone | Hangzhou 2018 | 16 grudnia 2018 | AM    | [ 83 ] |
| 4 × 100 m stylem dowolnym | 3:26,53 | Inge Dekker (52,39) Femke Heemskerk (50,58) Maud van der Meer (52,55) Ranomi Kromowidjojo (51,01)             | Holandia          | Doha 2014     | 5 grudnia 2014  | WR    | [ 84 ] |
| 4 × 200 m stylem dowolnym | 7:32,85 | Inge Dekker (1:54,73) Femke Heemskerk (1:51,22) Ranomi Kromowidjojo (1:54,17) Sharon van Rouwendaal (1:52,73) | Holandia          | Doha 2014     | 3 grudnia 2014  | WR    | [ 85 ] |
| 4 × 50 m stylem zmiennym  | 1:42,38 | Olivia Smoliga (25,97) Katie Meili (29,29) Kelsi Dahlia (24,02) Mallory Comerford (23,10)                     | Stany Zjednoczone | Hangzhou 2018 | 12 grudnia 2018 | WR    | [ 86 ] |
| 4 × 50 m stylem zmiennym  | 1:42,38 | Louise Hansson (25,91) Sophie Hansson (29,07) Sarah Sjöström (23,96) Michelle Coleman (23,44)                 | Szwecja           | Abu Zabi 2021 | 17 grudnia 2021 | =     | [ 87 ] |
| 4 × 100 m stylem zmiennym | 3:45,58 | Olivia Smoliga (55,86) Katie Meili (1:03,52) Kelsi Dahlia (54,89) Mallory Comerford (51,31)                   | Stany Zjednoczone | Hangzhou 2018 | 16 grudnia 2018 |       | [ 88 ] |

Legenda: WR – rekord świata; AF – rekord Afryki; AM – rekord Ameryk; AS – rekord Azji; ER – rekord Europy; OC – rekord Australii i Oceanii; SA – rekord Ameryki Południowej

Pozostałe oznaczenia: e – rekord ustanowiony w eliminacjach, pf – rekord ustanowiony w półfinałach, sz – rekord ustanowiony na pierwszej zmianie sztafety

### Sztafety mieszane
| Konkurencja              | Czas    | Zawodnik                                                                                      | Państwo           | Mistrzostwa   | Data            | Uwagi | Źródła |
| ------------------------ | ------- | --------------------------------------------------------------------------------------------- | ----------------- | ------------- | --------------- | ----- | ------ |
| 4 × 50 m stylem dowolnym | 1:27,89 | Caeleb Dressel (20,43) Ryan Held (20,60) Mallory Comerford (23,44) Kelsi Dahlia (23,42)       | Stany Zjednoczone | Hangzhou 2018 | 12 grudnia 2018 | WR    | [ 89 ] |
| 4 × 50 m stylem zmiennym | 1:36,20 | Kira Toussaint (26,21) Arno Kamminga (25,40) Ranomi Kromowidjojo (24,36) Thom de Boer (20,23) | Holandia          | Abu Zabi 2021 | 18 grudnia 2021 |       | [ 90 ] |